# Neon (Sfera Ebbasta e Shiva)
Neon è un singolo dei rapper italiani Sfera Ebbasta e Shiva, pubblicato il 14 aprile 2025 come primo estratto dal primo album in studio collaborativo Santana Money Gang.

## Video musicale
Il video musicale, diretto da Van Alpert, è stato pubblicato il 12 giugno 2025 attraverso il canale YouTube di Sfera Ebbasta.

## Tracce
Testi e musiche di Gionata Boschetti, Andrea Arrigoni, Laura Palmas, Diego Vincenzo Vettraino.
1. Neon – 3:46

## Classifiche
| Classifica (2025) | Posizione massima |
| ----------------- | ----------------- |
| Italia            | 1                 |
| Svizzera          | 74                |